# Martika Sullivan
Martika Sullivan es una actriz australiana, conocida por haber interpretado a Kelly O'Mara en la serie Home and Away. 

## Biografía
Su hermana mayor es la actriz Saskia Burmeister y sus hermanos Yani y Rad Burmeister, son dueños de un gimnasio.

## Carrera
En 2006 apareció en varios episodios de la exitosa serie australiana Home and Away donde interpretó a Kelly O'Mara, un nuevo interés romántico para Xavier Austin. Previamente había aparecido por primera vez en la serie en 2009 donde interpretó a Rosie O'Connor en cuatro episodios.
En 2012 apareció en el cortometraje Min Min donde interpretó a Elise, junto a su hermana Saskia Burmeister.

## Filmografía
Series de televisión
| Año  | Título        | Personaje    | Notas        |
| ---- | ------------- | ------------ | ------------ |
| 2011 | Home and Away | Kelly O'Mara | 15 episodios |

Películas
| Año  | Título  | Personaje | Notas                                                  |
| ---- | ------- | --------- | ------------------------------------------------------ |
| 2012 | Min Min | Elise     | corto - junto a Saskia Burmeister y Valentino del Toro |